# Cratospila bhutanensis
Cratospila bhutanensis är en stekelart som beskrevs av Bhat 1980. Cratospila bhutanensis ingår i släktet Cratospila och familjen bracksteklar. Inga underarter finns listade i Catalogue of Life.